# Gäubodenkaserne
Die Gäubodenkaserne ist eine militärische Liegenschaft im Landkreis Straubing-Bogen bei Mitterharthausen in Niederbayern und trägt ihren Namen aufgrund der geographischen Lage im Gäuboden. Sie liegt auf dem Gebiet der Gemeinden Feldkirchen und Salching.

## Geschichte
1936 wurde mit dem Bau des Fliegerhorsts Straubing-Mitterharthausen begonnen. Wie E. Boxberger belegt, gehörte das betreffende Areal bis 1930 der "von Gans' Erben, Grundstücksaktiengesellschaft" in Frankfurt (Main). Lt. notariellem Kaufvertrag vom 15. Februar 1930, erwarben es der Straubinger Landwirt Wilhelm Mayr und das Ehepaar Alois und Ottilie Stigler, Gutsbesitzer in Rogging bei Regensburg. Aus dem Kaufvertrag geht weiter hervor, dass der Kaufmann Otto Selz aus Straubing als persönlich bekannter Vermittler vor dem Notar tätig war.
Wilhelm Mayer erwarb einen etwas kleineren Teil der von Gans'schen Flächen von 137 Hektar, das Ehepaar Stigler den größeren Teil von etwa 150 Hektar. Mayr verkaufte 6 Jahre später am 8. Juli 1936 sein gesamtes landwirtschaftliches Anwesen an die Luftwaffe. Die Besitzübergabe an den Reichsfiskus erfolgte am 1. Oktober 1936.
Weitere kleinere Grundstücksflächen von den umliegenden Besitzern im Umfang von insgesamt etwa 40 Hektar erwarb das Luftgaukommando XIII (Nürnberg) zwischen 1938 und 1941. 40 Hektar aus dem Stigler'schen Gutsbesitz kamen durch Enteignung bzw. letztlich Grundstückstausch hinzu.
Der erfolgreiche jüdische Agrar- und Güterhändler Otto Selz aus Straubing ist später als einer der ersten Juden in Bayern dem NS-Terror zum Opfer gefallen. Nachdem dieser vor 1933 erfolgreich einen Prozess gegen die Wochenzeitung „Der Stürmer“ geführt hatte, wurde er im März 1933 von SA-Angehörigen verschleppt und bald darauf ermordet bei Weng aufgefunden. Der Fall wurde nicht weiter verfolgt; erst nach Kriegsende wurde die Inschrift seines Grabsteines auf dem jüdischen Friedhof Regensburg um die Angabe "ermordet" ergänzt.
Der Fliegerhorst war im Zweiten Weltkrieg das erste Angriffsziel der angloamerikanischen Bomberverbände in Niederbayern, das mit detaillierten Fotos und Anflugkarten erfasst wurde. Aufgrund der geplanten Eigennutzung wurde das Gelände später von Angriffen ausgespart.
Nach dem Krieg übernahm die US-Armee den Standort. 1945 wurde durch die United States Army Air Forces (USAAF) ein Behelfsflugplatz unter der Bezeichnung Advanced Landing Ground ALG R-68 Straubing in Betrieb genommen. Am 31. August 1946 wurde die Liegenschaft der US Army übergeben. Die Kasernenanlage erhielt den Namen Mansfield-Kaserne. Dort war zuletzt von 1957 bis 1964 in Garnison das 1st Battalion, 11th Armored Cavalry Regiment, beauftragt mit der Grenzüberwachung zur Tschechoslowakei. Die Bundeswehr übernahm die Liegenschaft 1966 und grenzte gleichzeitig einen Teil der Unterkünfte und Offiziershäuser aus dem Kasernenbereich aus. Die Kasernenanlage verfügt über einen eigenen Gleisanschluss und liegt in räumlicher Nähe zum Standortübungsplatz Metting.
Bis in die 1990er Jahre waren Truppenteile der Panzerbrigade 24 der 1. Gebirgsdivision in der Gäubodenkaserne beheimatet, unter anderem das Panzergrenadierbataillon 242. Der Fliegerhorst wurde durch die Heeresflieger genutzt.
Derzeit sind das Sanitätslehrregiment, das Sanitätsversorgungszentrum Feldkirchen, das Kraftfahrausbildungszentrum Feldkirchen und seit Oktober 2006 das Zentrum für Einsatzausbildung und Übungen des Sanitätsdienstes der Bundeswehr in der Gäubodenkaserne untergebracht. Ferner befinden sich eine private Berufsfachschule für Rettungsassistenten und der Ehemaligenverein 242er-Gäubodengrenadiere e. V. in der Liegenschaft.